# Bistum Hamar (evangelisch-lutherisch)

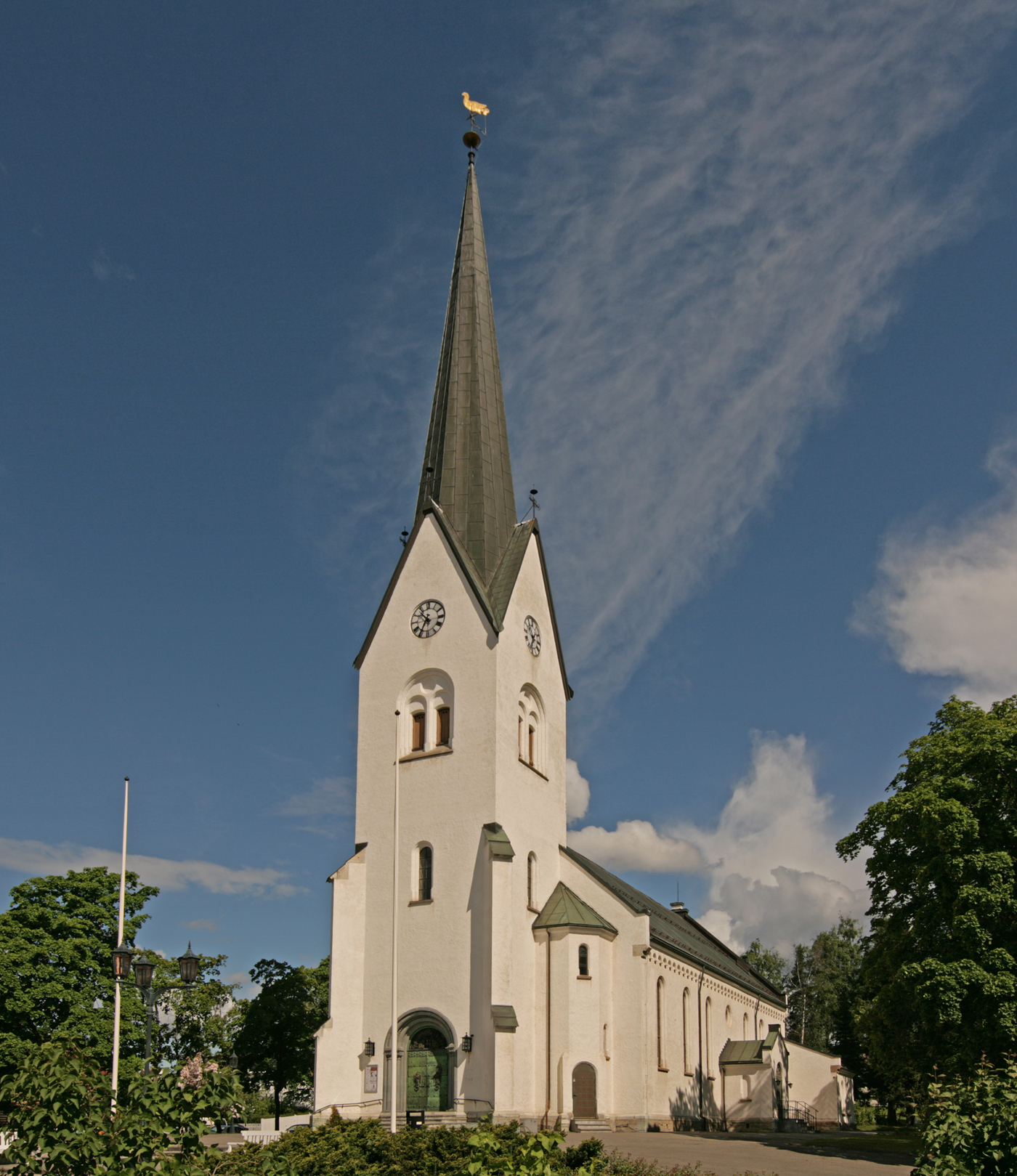
Dom zu Hamar

Karte der lutherischen Bistümer in Norwegen

Das Bistum Hamar (norwegisch Hamar bispedømme) ist eins der elf Bistümer der evangelisch-lutherischen Norwegischen Kirche. 

## Organisation
Das Bistum umfasst die ehemaligen Provinzen (fylke) Hedmark und Oppland (seit 2020 Innlandet sowie die Kommunen Jevnaker und Lunner in Akershus) und hat seinen Sitz in Hamar; Kathedrale ist der Dom zu Hamar. Es ist in zehn Propsteien und 163 Kirchengemeinden gegliedert, in denen etwa 120 Pfarrer und 660 weitere Beschäftigte arbeiten. Im Jahr 2017 gehörten 311 044 Mitglieder zur Kirche. Bischof von Hamar ist seit 2022 Ole Kristian Bonden.

## Geschichte
Das mittelalterliche Bistum Hamar wurde 1152 aus dem Bistum Oslo ausgegliedert, die päpstliche Bestätigung erfolgte 1154. Es umfasste damals auch Teile von Buskerud und Telemark. Bis zur Reformation in Dänemark-Norwegen gehörte es zur Kirchenprovinz Nidaros. 
Ab 1537 wurde es zunächst vom Bergener Superintendenten Geble Pederssøn mit verwaltet. 1541 übernahm Hans Rev als Superintendent des Bistums Oslo in Personalunion auch die Leitung des Bistums Hamar. Das Bistum wurde in der Folge Teil des Bistums Oslo.
In der Folge der (Neu-)Gründung der Gemeinde und späteren Stadt Hamar 1849 wurde auch das Bistum Hamar neu gegründet, ein Prozess, der sich bis 1864 hinzog.
Im Bistum Hamar wurde 1961 die erste Pfarrerin in der Norwegischen Kirche ordiniert. Auch die erste norwegische Bischöfin, Rosemarie Köhn, amtierte ab 1993 in Hamar.

## Bischöfe
Für die Bischöfe bis zur Reformation siehe Liste der römisch-katholischen Bischöfe von Norwegen#Bischöfe von Hamar.
1. Halvor Folkestad 1864–1887
2. Arnoldus Hille 1887–1906
3. Christen Brun 1906–1917
4. Otto Jensen 1917–1918
5. Gustav Johan Fredrik Dietrichson 1918–1922
6. Mikkel Bjønness–Jacobsen 1922–1934
7. Henrik Hille 1934–1947
8. Kristian Schjelderup junior 1947–1964
9. Alexander Johnson 1964–1974
10. Georg Hille 1974–1993
11. Rosemarie Köhn 1993–2006
12. Solveig Fiske 2006–2022
13. Ole Kristian Bonden 2022–